# Timo Järvinen
Timo Tapani Järvinen (* 18. November 1966 in Helsinki) ist ein ehemaliger finnischer Eisschnellläufer.

## Werdegang
Järvinen, der für die Helsingin Työväen Luistelijat startete, wurde im Jahr 1987 finnischer Juniorenmeister im Kleiner Vierkampf und sechsmal finnischer Meister im Großen Vierkampf (1990–1995) sowie einmal über 1500 m (1996). Zudem errang er bei finnischen Meisterschaften einmal den dritten und fünfmal den zweiten Platz. International trat er erstmals bei den Juniorenweltmeisterschaften 1984 in Assen in Erscheinung, wobei er im Kleinen Vierkampf disqualifiziert wurde. Im Jahr 1985 kam er bei den Juniorenweltmeisterschaften in Røros auf den 36. Platz im Kleinen Vierkampf. In den folgenden Jahren nahm er an vier Mehrkampfweltmeisterschaften (1990 in Innsbruck, 1992 in Calgary, 1993 in Hamar und 1994 in Göteborg) teil. Seine beste Platzierung dabei war im Jahr 1993 in Hamar der 27. Platz im Großen Vierkampf. Zudem startete er bei acht Mehrkampfeuropameisterschaften (1988 in Den Haag, 1989 in Göteborg, 1990 in Heerenveen, 1991 in Sarajevo, 1992 in Heerenveen, 1993 in Heerenveen, 1994 in Hamar und 1995 in Heerenveen). Dabei erreichte er im Jahr 1989 in Göteborg mit dem 12. Platz im Großen Vierkampf sein bestes Ergebnis.
Sein Debüt im Eisschnelllauf-Weltcup hatte Järvinen in der Saison 1985/86 in Heerenveen, wobei er den 29. Platz über 5000 m errang. In der Saison 1987/88 belegte er in Calgary mit dem neunten Platz über 10.000 m seine erste Top-Zehn-Platzierung im Weltcup und bei Olympischen Winterspielen 1988 den 18. Platz über 5000 m sowie den 17. Rang über 10.000 m. Seine beste Platzierung im Weltcup, wobei er sechsmal unter den ersten Zehn kam, erreichte er im März 1990 in Helsinki mit dem fünften Platz über 5000 m. Bei den Olympischen Winterspielen 1992 in Albertville belegte er den 32. Platz über 5000 m und den 21. Rang über 10.000 m. Letztmals im Weltcup startete er im Dezember 1996 in Heerenveen, wobei er den 23. Platz in der B-Gruppe errang. Sein Vater Juhani Järvinen war ebenfalls als Eisschnellläufer aktiv.

## Erfolge

### Olympische Spiele
- 1988 Calgary: 17. Platz 10.000 m, 18. Platz 5000 m
- 1992 Albertville: 21. Platz 10.000 m, 32. Platz 5000 m

### Mehrkampf-Weltmeisterschaften
- 1990 Innsbruck: 28. Platz Großer Vierkampf
- 1992 Calgary: 31. Platz Großer Vierkampf
- 1993 Hamar: 27. Platz Großer Vierkampf
- 1994 Göteborg: 29. Platz Großer Vierkampf

### Mehrkampf-Europameisterschaften
- 1988 Den Haag: 23. Platz Großer Vierkampf
- 1989 Göteborg: 12. Platz Großer Vierkampf
- 1990 Heerenveen: 24. Platz Großer Vierkampf
- 1991 Sarajevo: 24. Platz Großer Vierkampf
- 1993 Heerenveen: 23. Platz Großer Vierkampf
- 1994 Hamar: 24. Platz Großer Vierkampf
- 1995 Heerenveen: 23. Platz Großer Vierkampf

## Persönliche Bestleistungen
| Disziplin | Zeit         | Datum            | Ort        |
| --------- | ------------ | ---------------- | ---------- |
| 500 m     | 40,23 s      | 9. Januar 1994   | Hamar      |
| 1000 m    | 1:18,26 min  | 4. April 1992    | Calgary    |
| 1500 m    | 1:57,91 min  | 21. März 1992    | Calgary    |
| 3000 m    | 4:04,09 min  | 3. April 1992    | Calgary    |
| 5000 m    | 6:55,21 min  | 13. März 1993    | Heerenveen |
| 10.000 m  | 14:25,93 min | 6. Dezember 1987 | Calgary    |